# Maunski kanal
Maunski kanal je morski kanal u Jadranskom moru. Dobio je ime po otoku Maunu.
Maunski kanal je morski prolazi između otočića Škrde i Mauna, koji ga omeđuju sa sjeverozapadne strane, i otoka Paga od rta Mišnjak do rta Zaglav, koji ga omeđuje sa sjeveroistočne strane. Kanal se pruža u smjeru sjeverozapad - jugoistok. Prema sjeverozapadu se uplovljava u Kvarnerić. Na jugu završava čim se prođe otočić Veliki Brušnjak.